# Tachycixius pilosa
Tachycixius pilosa är en insektsart som först beskrevs av Olivier 1791.  Tachycixius pilosa ingår i släktet Tachycixius och familjen kilstritar. Inga underarter finns listade i Catalogue of Life.